# Saints of Los Angeles
Saints of Los Angeles (с англ. — «Святые Лос-Анджелеса») — девятый и последний студийный альбом американской глэм-метал-группы Mötley Crüe, изданный в 2008 году.

## Об альбоме
Saints of Los Angeles является первым альбомом Mötley Crüe за восемь лет (с момента выхода New Tattoo в 2000 году). Он также знаменует возвращение в группу ударника Томми Ли, который ушёл в 1999 году из-за разногласий с вокалистом Винсом Нилом и не принимал участие в записи New Tattoo. Рабочим названием альбома было The Dirt — по одноимённой коллективной биографии Mötley Crüe. Басист Никки Сикс описал Saints of Los Angeles следующим образом: «Это альбом по мотивам The Dirt. Каждая песня как маленькая история, и вы можете включить её в книгу. Некоторые из них смешные, некоторые — серьёзные. <…> Это типичная запись Mötley Crüe.»
Первый сингл с альбома — «Saints of Los Angeles» — вышел 11 апреля 2008 года и был номинирован на премию «Грэмми» в категории «Лучшее хард рок исполнение». Второй — «Mutherfucker of the Year» — увидел свет 25 августа того же года. В течение 15 и 16 июля на него было снято музыкальное видео, сочетающее концертные и закулисные съёмки. Альбом был поддержан двумя турами: Crüe Fest (лето 2008) и Saints of Los Angeles Tour (первая половина 2009). В Crüe Fest, помимо Mötley Crüe, принял участие сайд-проект Никки Сикса Sixx:A.M.. Saints of Los Angeles достиг 4 строчки в хит-параде Billboard 200 и 1 места в чарте Independent Albums.
В январе 2022 года участник Sixx:A.M. DJ Ashba на подкасте у Эдди Транка заявил, что он записал все партии ритм-гитар на этой пластинке, поскольку Мик Марс был в больнице на время записи.

## Список композиций
| №   | Название                   | Длительность |
| --- | -------------------------- | ------------ |
| 1.  | «L.A.M.F.»                 | 1:23         |
| 2.  | «Face Down in the Dirt»    | 3:44         |
| 3.  | «What’s It Gonna Take»     | 3:45         |
| 4.  | «Down at the Whisky»       | 3:50         |
| 5.  | «Saints of Los Angeles»    | 3:40         |
| 6.  | «Mutherfucker of the Year» | 3:55         |
| 7.  | «The Animal in Me»         | 4:16         |
| 8.  | «Welcome to the Machine»   | 3:00         |
| 9.  | «Just Another Psycho»      | 3:36         |
| 10. | «Chicks = Trouble»         | 3:13         |
| 11. | «This Ain’t a Love Song»   | 3:25         |
| 12. | «White Trash Circus»       | 2:51         |
| 13. | «Goin’ out Swingin’»       | 3:27         |

## Участники записи
- Винс Нил — вокал
- Мик Марс — гитара (как признался Ashba, он играл все партии Мика за него)
- Никки Сикс — бас-гитара
- Томми Ли — ударные
- Dj Ashba - гитара